# Дубовац (Горњи Богићевци)
Дубовац је насељено мјесто у Западној Славонији. Припада општини Горњи Богићевци, у Бродско-посавској жупанији, Република Хрватска.

## Географија
Дубовац се налази 3,5 км југозападно од Горњих Богићеваца.

## Историја
Дубовац се од распада Југославије до маја 1995. године налазио у Републици Српској Крајини. До територијалне реорганизације насеље се налазило у саставу бивше општине Нова Градишка.

### Други светски рат
Љубици Орубић ученици из Дубовца, усташе су забијали игле под нокте.

## Становништво
Према попису становништва из 2011. године, насеље Дубовац је имало 378 становника.
| Националност       | 2001. | 1991. | 1981. | 1971. | 1961. |
| Срби               | 101   | 410   | 382   | 474   | 496   |
| Хрвати             | 326   | 86    | 96    | 161   | 190   |
| Југословени        | —     | 28    | 113   | 4     | 3     |
| остали и непознато | 13    | 36    | 10    | 35    | 41    |
| Укупно             | 440   | 560   | 601   | 674   | 730   |

| Демографија | Демографија | Демографија |
| Година      | Становника  | Становника  |
| ----------- | ----------- | ----------- |
| 1961.       | 730         |             |
| 1971.       | 674         |             |
| 1981.       | 601         |             |
| 1991.       | 560         |             |
| 2001.       | 440         |             |
| 2011.       |             | 378         |

## Попис 1991.
На попису становништва 1991. године, насељено место Дубовац је имало 560 становника, следећег националног састава:
| Попис 1991.‍  | Попис 1991.‍  | Попис 1991.‍ | Попис 1991.‍ | Попис 1991.‍ |
| ------------ | ------------ | ----------- | ----------- | ----------- |
|              |              |             |             |             |
| Срби         | Срби         |             | 410         | 73,21%      |
| Хрвати       | Хрвати       |             | 86          | 15,35%      |
| Југословени  | Југословени  |             | 28          | 5,00%       |
| Русини       | Русини       |             | 2           | 0,35%       |
| Чеси         | Чеси         |             | 2           | 0,35%       |
| Муслимани    | Муслимани    |             | 1           | 0,17%       |
| неопредељени | неопредељени |             | 19          | 3,39%       |
| регион. опр. | регион. опр. |             | 2           | 0,35%       |
| непознато    | непознато    |             | 10          | 1,78%       |
| укупно: 560  |              |             |             |             |